# Team FixIT.no
Das Team FixIT.no war ein norwegisches Radsportteam mit Sitz in Bergen.
Die Mannschaft wurde 2014 gegründet und nahm als Continental Team an den UCI Continental Circuits teil. Manager war Jan Roger Jensen, der von den Sportlichen Leitern Frode Jarle Jacobsen und Eric Verstraten unterstützt wurde. Zum Ende der Saison 2017 wurde das Team aufgelöst.

## Saison 2017

### Erfolge in der UCI Europe Tour
In den Rennen der Saison 2017 der UCI Europe Tour gelangen die nachstehenden Erfolge.
| Datum    | Rennen                    | Kat. | Sieger         |
| -------- | ------------------------- | ---- | -------------- |
| 30. Juni | 3. Etappe Tour de Hongrie | 2.2  | Matti Manninen |

### Erfolge bei den Nationalen Straßen-Radsportmeisterschaften
In den Rennen zu den Nationalen Straßen-Radsportmeisterschaften 2017 gelangen die nachstehenden Erfolge.
| Datum    | Rennen                                  | Sieger         |
| -------- | --------------------------------------- | -------------- |
| 18. Juni | Finnische Meisterschaft – Straßenrennen | Matti Manninen |

## Platzierungen in UCI-Ranglisten
UCI Africa Tour
| Saison | Mannschaftswertung | Fahrerwertung        |
| ------ | ------------------ | -------------------- |
| 2015   | 12.                | Filip Eidsheim (98.) |

UCI Europe Tour
| Saison | Mannschaftswertung | Fahrerwertung               |
| ------ | ------------------ | --------------------------- |
| 2014   | 88.                | Filip Eidsheim (235.)       |
| 2015   | -                  | -                           |
| 2016   | 110.               | Asmund Romstad Løvik (794.) |
| 2017   | 82.                | Matti Manninen (447.)       |